# Caricia

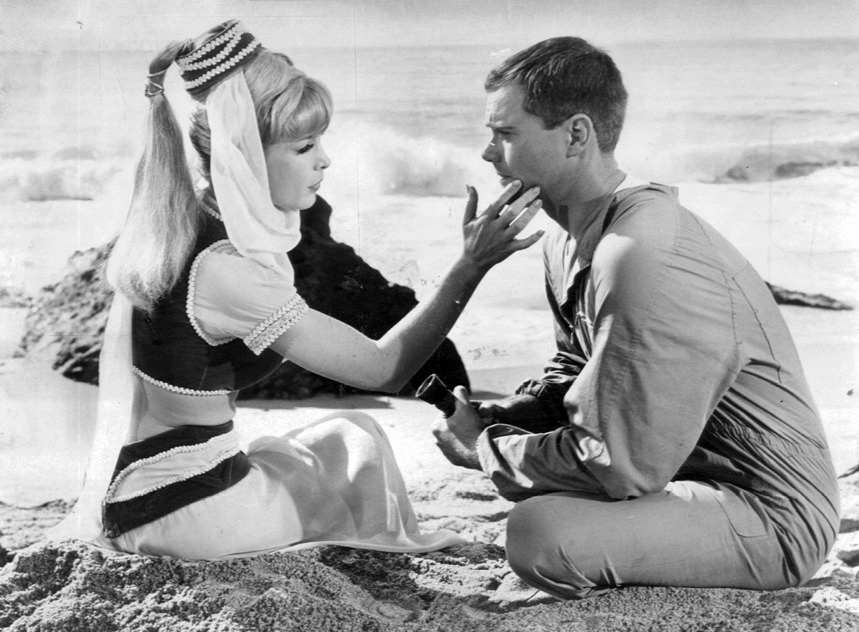
Escena de la serie de televisión Mi bella genio, el personaje de Jeannine (Barbara Eden, izquierda) acaricia a Tony (Larry Hagman,derecha)

Una caricia es el acto de hacer un contacto suave, generalmente con la palma de la mano o con la yema de los dedos, sobre otra persona o animal. Este comportamiento suele ser una señal de afecto o de amor.

## En análisis transaccional
Según el análisis transaccional, una caricia es cualquier tipo de manifestación de una persona, ya sea verbal o no verbal, que implique el darse cuenta de la existencia de otra. Son formas de reconocimiento de los demás y son vitales para sobrevivir y vivir, tanto física como psicológicamente, si son insuficientes en cantidad o calidad, pueden surgir trastornos graves.

## Caricias condicionales y caricias incondicionales
Las caricias pueden ser caricias condicionales (por lo que se manifiesta en lo concreto, ya sea sentimientos, pensamientos o acciones) o caricias incondicionales (por el mero hecho de existir), y en cada caso pueden ser positivas y negativas. Algún autor distingue también las caricias atributivas, es decir, por los atributos que expresan la singularidad del ser humano en el mundo, y tienen algo tanto de incondicionales como de condicionales.
Tan importante es la necesidad de caricias que las personas, a falta de caricias positivas y antes de no tenerlas de ningún tipo, prefieren buscar y recibir caricias negativas. Es decir, que es “mejor” ser rechazado, antes que ignorado. Los juegos psicológicos se juegan buscando, más o menos inconscientemente, dar una persona y recibir la otra caricias negativas.